# Джиммі Рід
Джи́ммі Рід (англ. Jimmy Reed), повне ім'я Ма́тіс Джеймс Рід (англ. Mathis James Reed; 6 вересня 1925, Леланд, Міссісіпі — 26 серпня 1976, Окленд, Каліфорнія) — американський блюзовий музикант і автор пісень. Рід є одним з найуспішніших блюзових виконавців 1950-х років, його найвідоміші пісні «Big Boss Man», «You Don't Have to Go», «Bright Lights, Big City», «Baby What You Want Me to Do», «Honest I Do» і «Ain't That Lovin' You Baby».

## Біографія

### Ранні роки
Джиммі Рід народився 6 вересня 1925 року на плантації м-ра Джонні Кольєра в Данліті, неподалік Леланда, округ Вашингтон, Міссісіпі. Був однією з десяти дитиною Джозефа Ріда і Вірджинії Росс, які були орендаторами-здольщиками. У дитинстві працював на бавовняних плантаціях і іноді співав з батьками у баптистській церкві. З 1932 року почав брати перші уроки гри на гітарі у свого товариша Едді Тейлора, з яким зростав разом. Працював на різних роботах в Данкані і Мелтонії в Міссісіпі.
У 1943 році переїхав до Чикаго, де мешкав одиз з його братів; де потім проходив службу у Військово-морських силах США з 1944 по 1945 роки. Після закінчення служби у віці 20 років його старшим брат подарував Ріду електричну гітару і підсилювач. Рід повернувся до Міссісіпі, де одружився зі своєю дівчиною Мері Лі Девіс, яка потім стала відомою як «Мама Рід» або «Бос-леді». Вона стала його радницею, бек-вокалісткою та іноді й співавторкою пісень. 1948 року переїхав до Гері, штат Індіана, де працював на чавуноливарному заводі, а потім і на м'ясоконсервній фабриці і навіть у доставці вугля. Улітку 1950 року, він залишив свою роботу і вирішив стати професіональним музикантом.

### Музична кар'єра

Продюсер BluesWay Records Ел Сміт, Джиммі Рід і Мері Лі «Мама» Рід, 1971

Деякий час виступав у гурті Джона Бріма the Gary Kings з 1949 року (в якому на той час Альберт Кінг грав на ударних), Рід вирішив об'єднатися зі своїм старим товаришем Едді Тейлором, який грав на багатьох відомих піснях Ріда до 1967 року.
Після невдалого прослуховування на студії Chess Records, Рід поїхав до Чикаго і підписав контракт з новоствореним чиказьким лейблом Vee Jay Records улітку 1953 року. Його першим записом стала «High and Lonesome» з інструментальною «Roll and Rhumba» на стороні Б; він вийшов під ім'ям «Джиммі Рід і його тріо» одночасно на лейблах Vee-Jay і Chance ввлітку 1953 року. Сингл добре продавався і Vee-Jay вирішили продовжити співпрацю з новим артистом. Відтоді і впродовж наступних десяти років, Джиммі Рід щороку випускатиме хіти. Найуспішнішими стали такі пісні «You Don't Have to Go» (1954), «Ain't That Lovin You Baby» (1955), «You've Got Me Dizzy» (1956), «Honest I Do» (1957), «Goin' to New York» (1958) і «Baby, What You Want Me to Do» (1959). Найбільший хіт «Big Boss Man» (1960) був написаний продюсером Елом Смітом та Лютером Діксоном; Віллі Діксон зіграв на контрабасі на оригінальному записі у березні 1960 року. Джиммі Рід продав 400 000 копій синглу «Honest I Do» (1957), коли він вийшов. Його перший LP, під назвою I'm Jimmy Reed, вийшов у 1958 році на Vee-Jay.
На відміну від багатьох чиказьких музикантів-сучасників, Рід виконував пісні у розслабленішій і більш розміреній манері, притупуючи собі ногою ритми. Він сам собі акомпанував на губній гармоніці, почав одним з найперших використовувати спеціальне кріпленням для губної гармоніки — «холдер».
У 1963 році Джиммі Рід перезаписав низку різних блюзових стандартів, таких як «St. Louis Blues», «Trouble in Mind», «Wee Wee Baby», «How Long How Long Blues», «Five Long Years», «See See Rider» («C. C. Rider») і «Roll 'Em Pete», для альбому під назвою Jimmy Reed Sings the Best of the Blues. Рід переробив ці пісні ніби свої, зі своїми ритмами, лінівим співом і високими соло на губній гармоніці. Під час періоду відкриття фольк-блюзу у 1963 році, Рід також записав інструментальні версії власних найвідоміших пісень, для альбому під назвою Jimmy Reed Plays 12 String Guitar Blues, на якій поєднані соло на 12-струнній акустичній гітарі та губна гармоніка, включаючи версії «Bright Lights Big City», «St. Louis Blues», «Blue Carnegie», «Big Boss Man», «Baby What You Want Me to Do» і «Boogie in the Dark».
У 1960-х роках успішними стали пісні «Bright Lights Big City» (1961), «Aw Shucks Hush Your Mouth» (1962), «Shame, Shame, Shame» (1963), «I'm Going Upside Your Head» (1964) і «Knocking at Your Door» (1966), яка стала останнім потраплянням Рід до чартів. У студійній роботі, Мама Рід часто сиділа позаду свого чоловіка і підказувала слова тексту під час сесії звукозапису. Починаючи з середини 1960-х проблеми Ріда з алгогольною залежністю негативно позначились на його музичній творчості. Він часто з'являвся на сцені чи на сесію звукозапису напідпитку. Алкоголізм Ріда також призводив до конфліктів з його давнім товаришем Едді Тейлором. Коли Vee-Jay закрився, з 1965 року Рід працював на різних лейблах, таких як ABC-BluesWay Records, однак такого успіху, який він мав у період співпраці з Vee-Jay, більше не було. З середини 1960-х європейські тури Джиммі Рида з нетерпінням очікували слухачі, особливо в Англії, однак музикант, який страждав від алкоголізму та епілепсії не завжди з'являвся у хорошій формі.

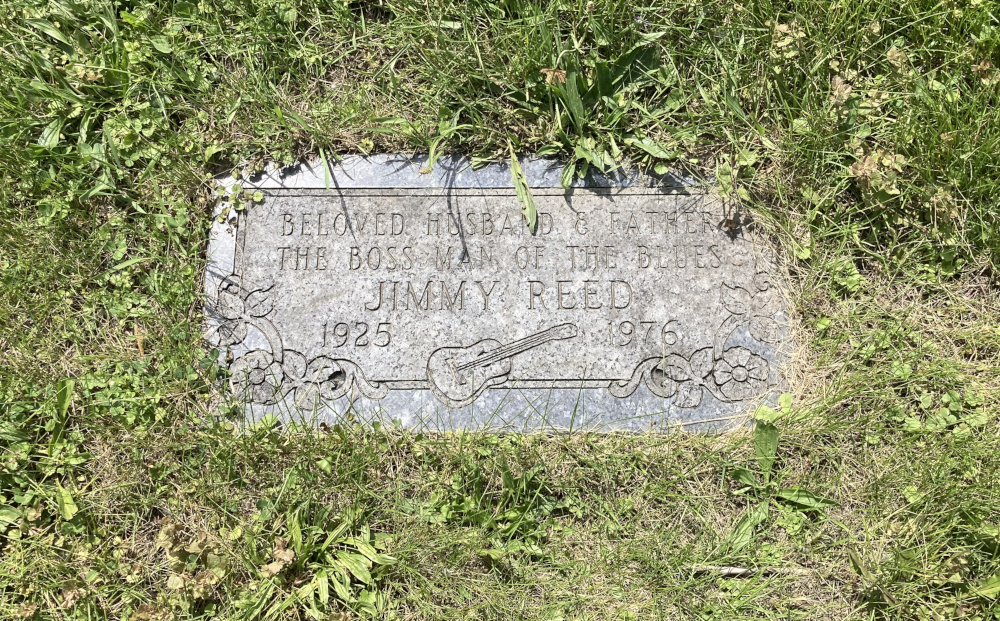
Надгробок Джиммі Ріда

В 1967 році Джиммі Рід помилково підписав контракт, за яким він залишив усі свої майбутні роялті за чисту грошову суму у 10 000 доларів. Але через дванадцять років після смерті музиканта його вдова подала позов на Arc Music, аби оспорити рішення суду. 1970 року Мама
залишила Джиммі, однак офіційно вони не розлучались. Пройшовши детокс, Джиммі Рід знову почав гастролювати у 1976 році, однак помер 26 серпня 1976 року від дихальна недостатності в номері готелю в Окленді, штат Каліфорнія у віці 51 року. Він похований на кладовищі Лінкольн-Ворт в Блу-Айленд, штат Іллінойс.
Посмертно включений до Зали слави блюзу у 1980 році і до Зали слави рок-н-ролу у 1991 році.

### Вплив
Успіх Ріда надихнув велику кількість блюзових виконавців. Його розслаблений і сільський стиль виконання вплинув на блюзменів півдня Луїзіани, зокрема на Сліма Гарпо, Вісперінга Сміта і Лейзі Лестера. З 1962 року Рід почав завоювавати нову аудиторію слухачів. Гурт The Rolling Stones записав кавер-версію «Honest I Do» для свого дебютного альбому і написав пісню «The Spider and the Fly» для другого альбому, точно імітуючи Ріда. Ван Моррісон і Them записали «Bright Lights, Big City». The Pretty Things перезаписали «Big Boss Man». Вплив Ріда розширився до таких гуртів, як Grateful Dead, які виконували його пісні і записали «Big Boss Man» для свого концертного альбому 1971 року. Стиль гри Ріда на губній гармоніці залишили вплив на Стіві Вандера і Боба Ділана.
Елвіс Преслі віддав данину Джиммі Ріду, коли записав рок-н-рольну версію «Big Boss Man» для свого синглу 1967 року, і заспівав «Baby, What You Want Me to Do» на телевізійній передачі у 1968 році.

## Дискографія

### Альбоми
- I'm Jimmy Reed (Vee-Jay, 1958)
- Rockin' with Reed (Vee-Jay, 1959)
- Found Love (Vee-Jay, 1960)
- Now Appearing (Vee-Jay, 1960)
- Jimmy Reed at Carnegie Hall (Vee-Jay, 1961)
- The Best of Jimmy Reed (Vee-Jay, 1961)
- Just Jimmy Reed (Vee-Jay, 1962)
- T'Ain't No Big Thing but He Is…Jimmy Reed (Vee-Jay, 1963)
- Jimmy Reed Sings the Best of the Blues (Vee-Jay, 1963)
- Jimmy Reed Plays 12 String Guitar Blues (Vee-Jay, 1963)
- Jimmy Reed at Soul City (Vee-Jay, 1964)
- The New Jimmy Reed Album (BluesWay, 1967)
- Soulin' (BluesWay, 1967)
- Big Boss Man (BluesWay, 1968)
- Down in Virginia (BluesWay, 1969)
- I Ain't from Chicago (BluesWay, 1973)

### Сингли
- «You Don't Have to Go»/«Boogie in the Dark» (Vee-Jay, 1955)
- «Ain't That Lovin' You Baby»/«Baby, Don't Say That No More» (Vee-Jay, 1956)
- «You've Got Me Dizzy» (Vee-Jay, 1956)
- «Honest I Do»/«Signals of Love» (Vee-Jay, 1957)
- «Baby What You Want Me to Do»/«Caress Me Baby» (Vee-Jay, 1960)
- «Big Boss Man»/«I'm a Love You» (Vee-Jay, 1961)
- «Bright Lights, Big City»/«I'm Mr. Luck» (Vee-Jay, 1961)